# М'якохвіст світлочеревий
М'якохві́ст світлочеревий (Phacellodomus striaticeps) — вид горобцеподібних птахів родини горнерових (Furnariidae). Мешкає в Андах.

## Підвиди
Виділяють два підвиди:
- P. s. griseipectus Chapman, 1919 — Анди на півдні Перу (Апурімак, Куско, Пуно);
- P. s. striaticeps (d'Orbigny & Lafresnaye, 1838) — Анди в Болівії та на північному заході Аргентини (на південь до Катамарки і Тукуману).

## Поширення і екологія
Світлочереві м'якохвости мешкають в Перу, Болівії і Аргентині. Вони живуть у високогірних кактусових і чагарникових заростях, на узліссях вологих гірських тропічних лісів, на полях і пасовищах. Зустрічаються на висоті від 2800 до 5000 м над рівнем моря. Живляться комахами. Гніздяться у великих гніздах, зроблених з гілок.